# Bassa (Njikwa)
Pour les articles homonymes, voir Bassa.
Bassa (ou Basa) est un village du Cameroun situé dans l’arrondissement (commune) de Njikwa, dans le département de Momo et dans la Région du Nord-Ouest.

## Population
Lors du recensement de 2005, on a dénombré 1 120 habitants à Bassa, dont 506 hommes et 614 femmes.